# Aber Hallo
Aber Hallo – Die Frank Elstner-Show war eine Action-Spielshow, die von 1993 bis 1995 bei RTL ausgestrahlt wurde. Moderiert wurde die Sendung von Showmaster Frank Elstner.

## Handlung

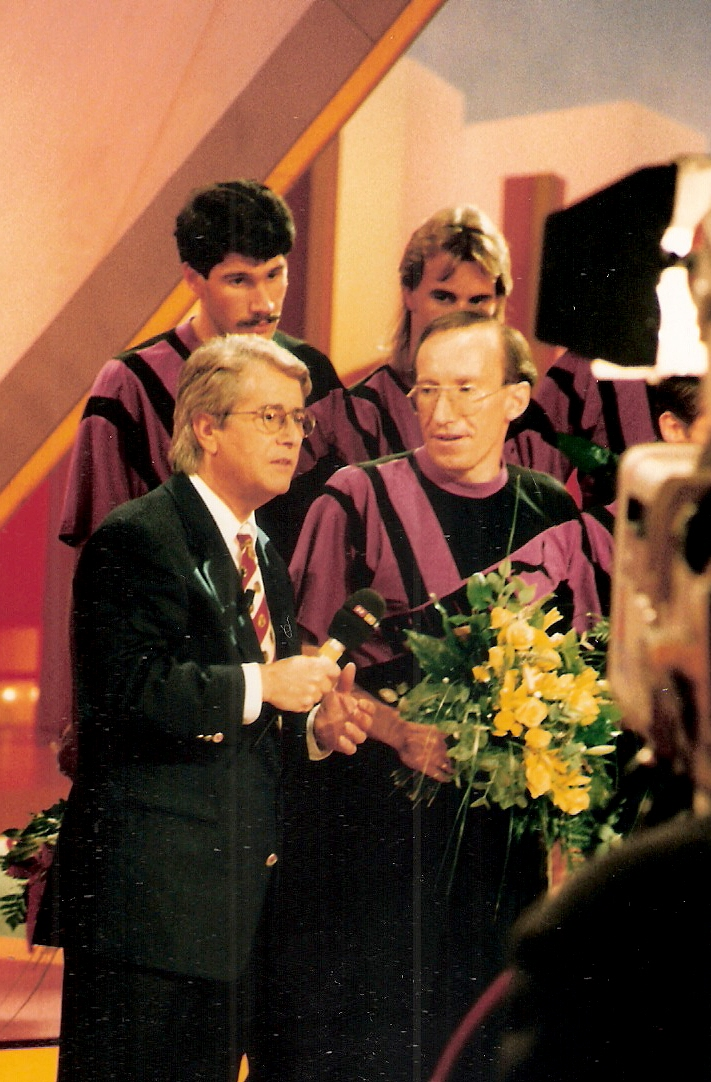
Show am 5. Oktober 1993: Frank Elstner im Interview mit Feuerwehr-Weltmeister Franz-Josef Sehr

Eine Sendung bestand aus fünf Duellen mit wechselnden Aufgaben, in denen jeweils zwei Kandidaten gegeneinander antraten. Die fünf Gewinner der Duelle trafen in der Schlussrunde aufeinander, wo bei einem Knobelspiel der Gesamtsieger ermittelt wurde.
Bei einer Sendung im Herbst 1993 duellierten sich die Berliner Feuerwehr mit der Freiwilligen Feuerwehr Beselich-Obertiefenbach bei einem Wettkampf im Hakenleitersteigen am Steigerturm der Feuerwehr Wiesbaden. Ein weiterer Sendeabschnitt wurde in den Räumen der Wiesbadener Taunusfilm GmbH gedreht und am 14. November ausgestrahlt.

## Sendeplatz

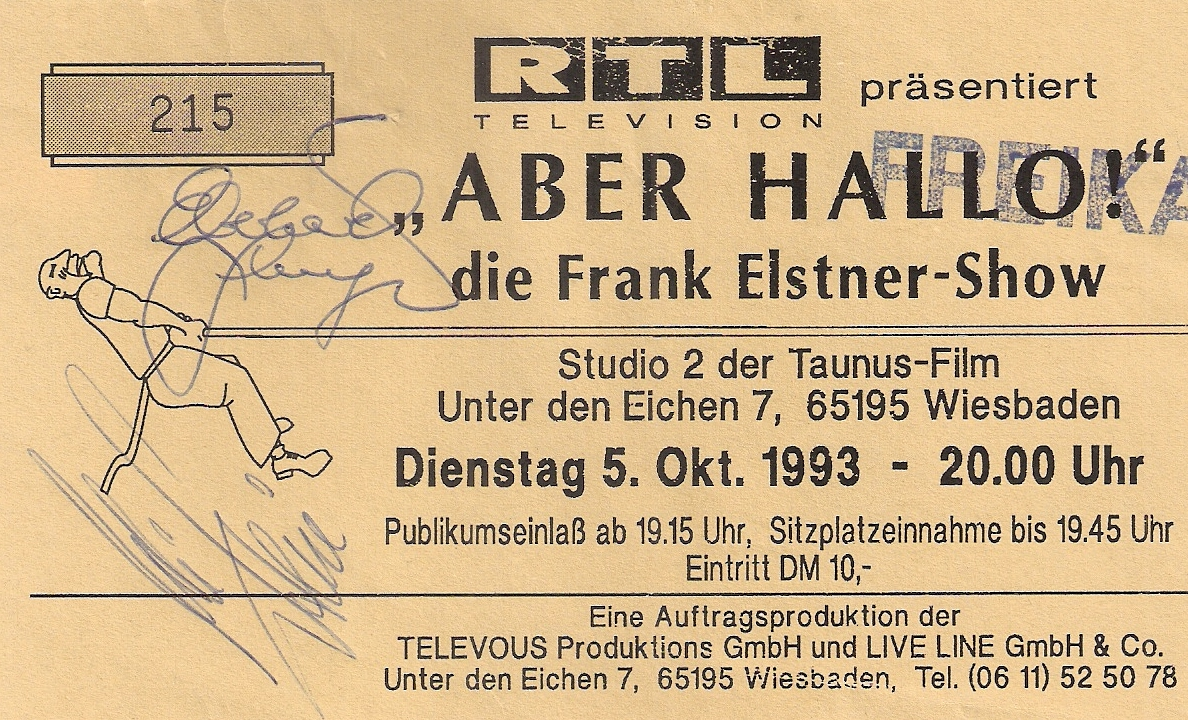
Eintrittskarte für die Show ABER HALLO!

Die Spieleshow lief sonntags um 19:10 Uhr bei RTL Television. Im Jahr 1995 wurde sie nach Senden einer Best-of-Sendung eingestellt. In den Jahren 2000 bis 2001 wurde die Sendung im Vorabendprogramm von RTL II wiederholt.